# Vallée-du-paradis (IGP)
Le vin vallée-du-paradis, anciennement vin de pays de la vallée du Paradis, est un vin français d'indication géographique protégée de zone, produit dans le département de l'Aude.

## Histoire

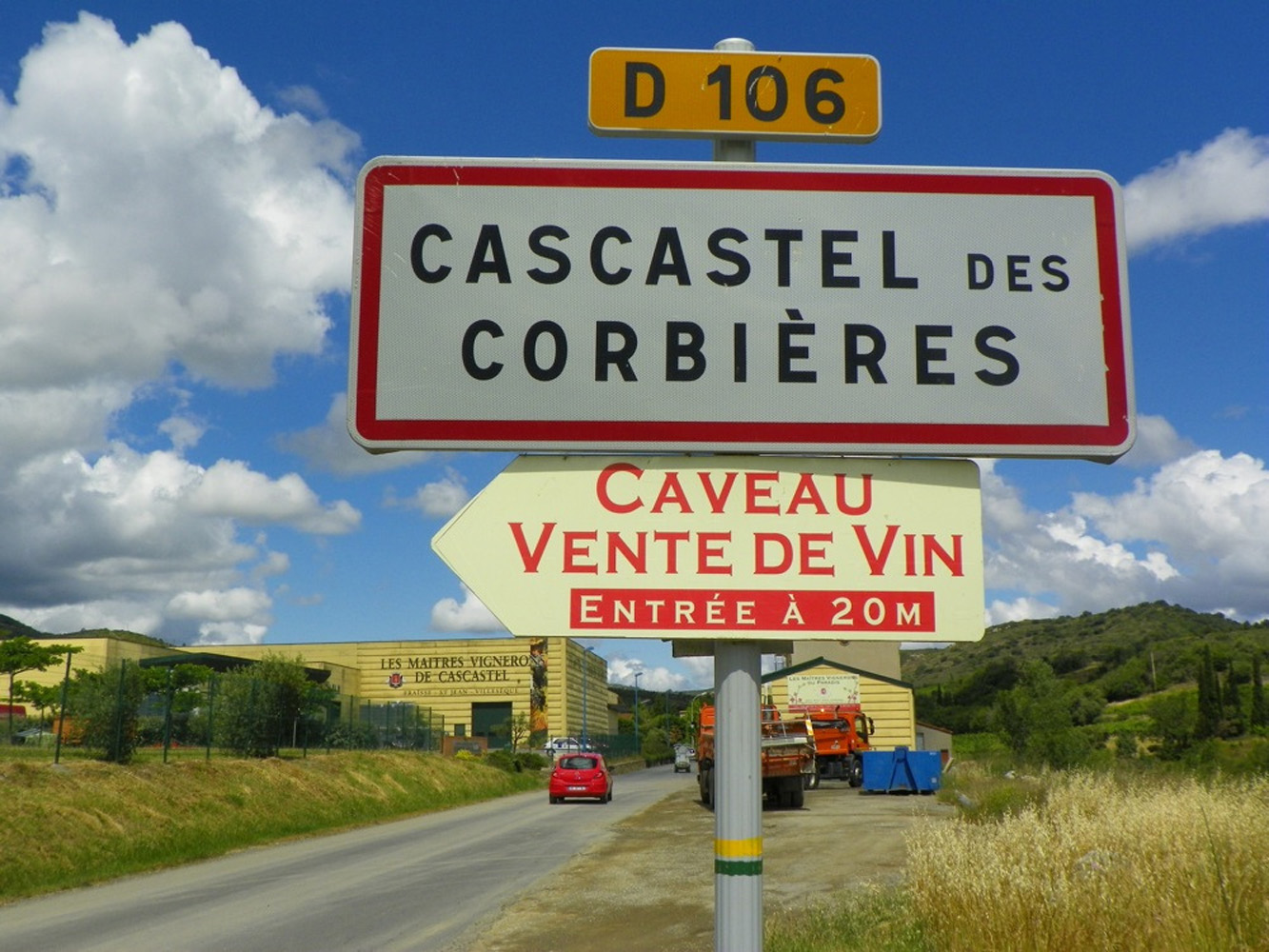
Panneaux indicatifs à l'entrée du village

Ce territoire enclavé dans le Massif des Corbières est peuplé depuis la Haute Antiquité. Les secteurs structurants de la zone sont l'activité minière et la viticulture.  Du fait de sa haute valeur ajoutée, cette dernière fut largement développée par les habitants afin d'échapper à la situation d'enclavement.
La fin du XIXe siècle va marquer un tournant pour la vallée. La vallée se désenclave avec la création de nombreux axes routiers. Cela va entraîner une évolution de l'économie du territoire, et donc de l’agriculture. La vigne devient ainsi la culture unique. Ce qui est encore le cas aujourd'hui.
Le 16/03/1981, un décret met en place l’appellation vin de pays de la Vallée-du-paradis sur le territoire. Ce label est remplacé par l'IGP Vallée-du-paradis en 2009.

## Géographie

### Aire de l'IGP

#### Zone principale

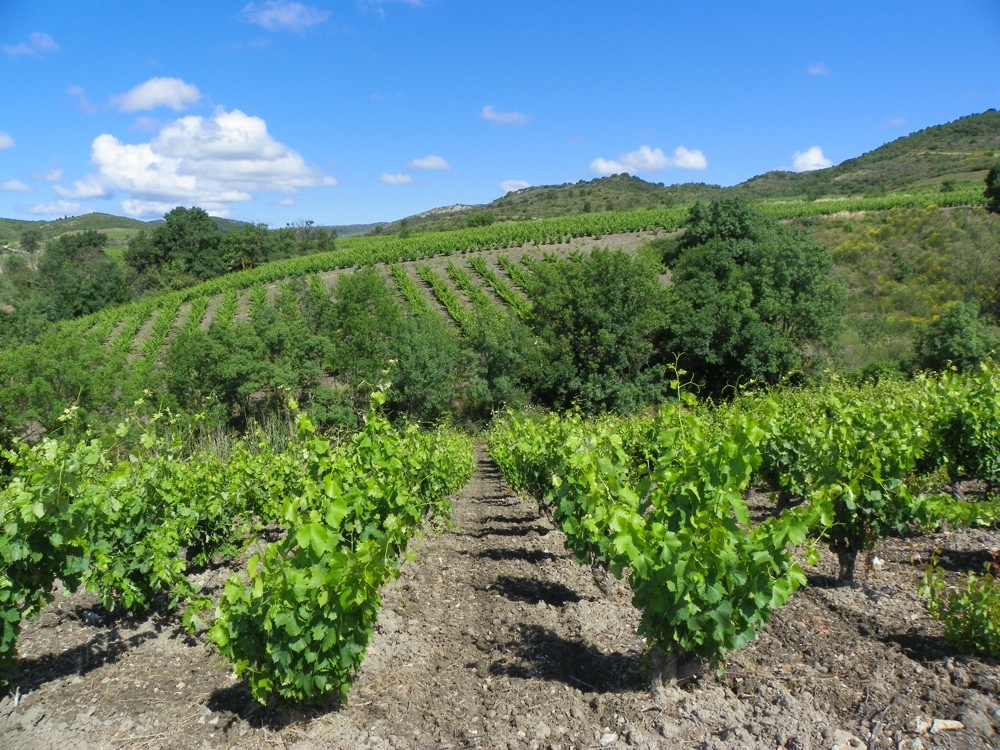
Vignoble à Cascastel-des-Corbières

Ce label peut être revendiqué par 12 communes de l'Aude : Albas, Cascastel-des-Corbières, Embres-et-Castelmaure, Fraissé-des-Corbières, Durban-Corbières, Quintillan, Saint-Jean-de-Barrou, Villeneuve-les-Corbières, Villesèque-des-Corbières, Fontjoncouse, Coustouge et Jonquières.

#### Zone de proximité immédiate

##### Les cantons de l'Aude
Les communes de six cantons sont concernées dans l'Aude : le canton de Durban-Corbières (qui concerne les communes de Saint-Laurent-de-la-Cabrerisse et de Thézan-des-Corbières), le canton de Lagrasse, le canton de Lézignan-Corbières, le canton de Mouthoumet, le canton de Sigean et le canton de Tuchan.

##### Les cantons des Pyrénées Orientales
Les communes d'un seul canton sont concernées dans les Pyrénées Orientales : le canton de Rivesaltes

### Climat
La zone est dominée par un climat de type méditerranéen. 
La moyenne annuelle des précipitations est de 600 mm. Ces pluies peuvent être violentes, surtout en automne et au printemps. 
À noter que le vent de Nord Ouest, le Cers souffle environ 200 jours sur l'année dans la zone.

## Vignoble

### Encépagement
Le vignoble de ce territoire utilise une grande diversité de cépages. Des cépages méditerranéens tels que le Carignan ou le Muscat sont cultivés ici depuis très longtemps[Quand ?]. Cependant, depuis une vingtaine d'années, d'autres cépages sont venus diversifier l'activité. Le Merlot ou la Caladoc par exemple sont très présents, surtout sur des sols marqués par une grande profondeur. 

#### Cépages noirs

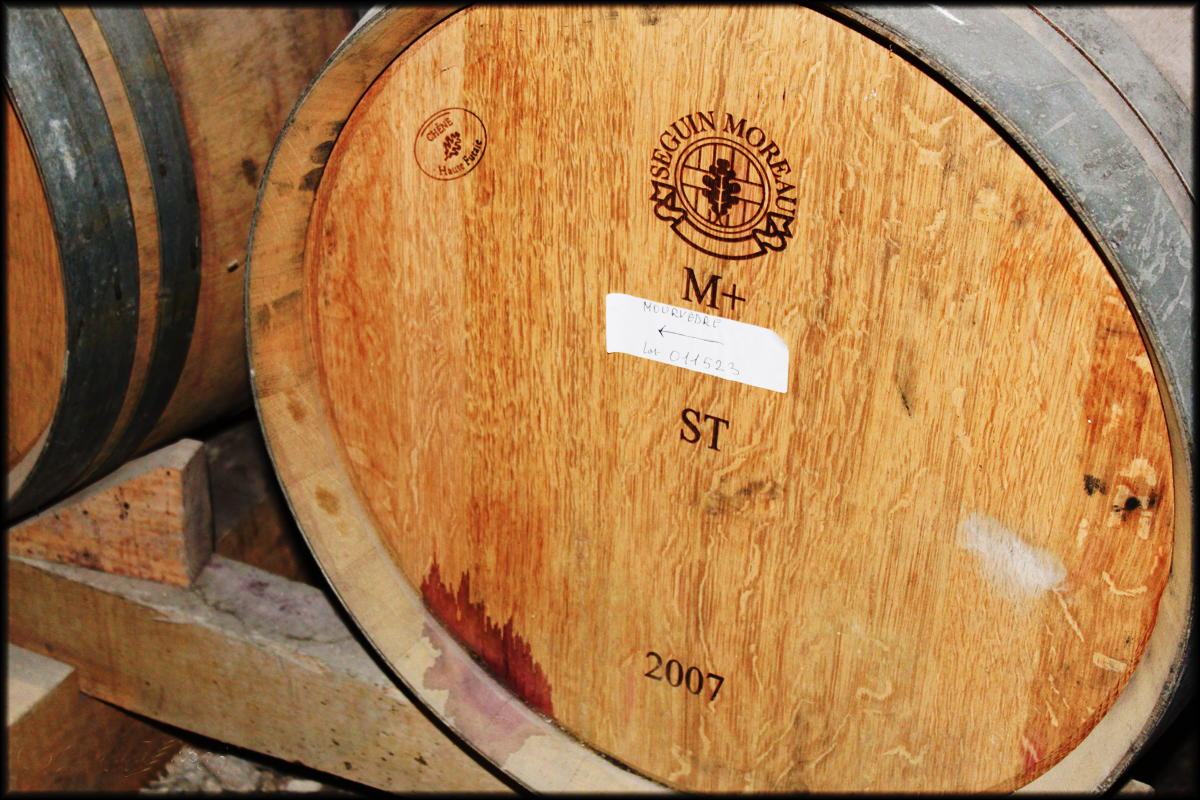
Barrique de mourvèdre

Les cépages noirs utilisés sont : l'Alicante Henri Bouschet N, l'Alphonse Lavallée N, l'Aramon N, l'Arinarnoa N, l'Aubun N, le Cabernet Franc N, le Cabernet-Sauvignon N, le Caladoc N, le Carignan N, le Carmenère N, le Chenanson N, le Cinsaut N, le Cot N, l'Egiodola N, le Fer N, le Gamay N, le Gamay de Chaudenay N, le Ganson N, le Gramon N, le Grenache N, le Jurançon noir N, le Lledoner pelut N, le Merlot N, le Mondeuse N, le Monerac N, le Morrastel N, le Mourvèdre N, le Marselan N, le Muscat de Hambourg N, la Négrette N, le Nielluccio N, le Petit Verdot N, le Pinot noir N, le Piquepoul noir N, le Portan N, le Ribol N, le Syrah N, le Tannat N, le Tempranillo N, le Terret noir N, et le Villard noir N.

#### Cépages gris
Les cépages gris utilisés sont : le Grenache gris G, le Pinot gris G, le Sauvignon gris G et le Terret gris G, 

#### Cépages blancs
Les cépages blancs utilisés sont : l'Altesse B, l'Alvarinho B, l'Aranel B, l'Arriloba B, le Bourboulenc B, le Carignan blanc B, le Chardonnay B, le Chasan B, le Chasselas B, le Chenin B, la Clairette B, le Colombard B, le Danlas B, le Grenache blanc B, le Gros Manseng B, le Listan B, le Macabeu B, le Marsanne B, le Mauzac B, le Muscat à petits grains blancs B, le Muscat d'Alexandrie B, le Parellada B, le Petit Manseng B, le Pinot blanc B, le Piquepoul blanc B, le Riesling B, la Roussanne B, le Sauvignon B, le Semillon B, le Servant B, le Sylvaner B, le Terret blanc B, le Tourbat B, L'Ugni blanc B, le Verdelho B, le Vermentino B, le Villard blanc B et le Viognier B.

#### Cépages rosés
Les cépages rosés utilisés sont : le Chasselas rose Rs, la Clairette rose Rs, le Gewurztraminer Rs et le Mauzac rose Rs.

#### Cépages rouges
Les cépages rouges utilisés sont : le Cardinal Rg et le Muscat à petits grains rouges Rg.

### Types de vin
Il existe 8 labellisations différentes :
- Vallée du Paradis blanc[1]
- Vallée du Paradis rosé[2]
- Vallée du Paradis rouge[3]
- Vallée du Paradis gris[4]
- Vallée du Paradis gris de gris[5]
- Vallée du Paradis primeur ou nouveau blanc[6]
- Vallée du Paradis primeur ou nouveau rosé[7]
- Vallée du Paradis primeur ou nouveau rouge[8]

### Production et structure des exploitations
En moyenne, la production est d'environ 10 000 hectolitres chaque année. Le vin rouge représente 60 % de la production, contre 30 % pour les vins rosés et 10 % pour les vins blancs. Il faut noter que la part de la production de vin rosé ne cesse d'augmenter du fait de la forte demande sur ce produit.

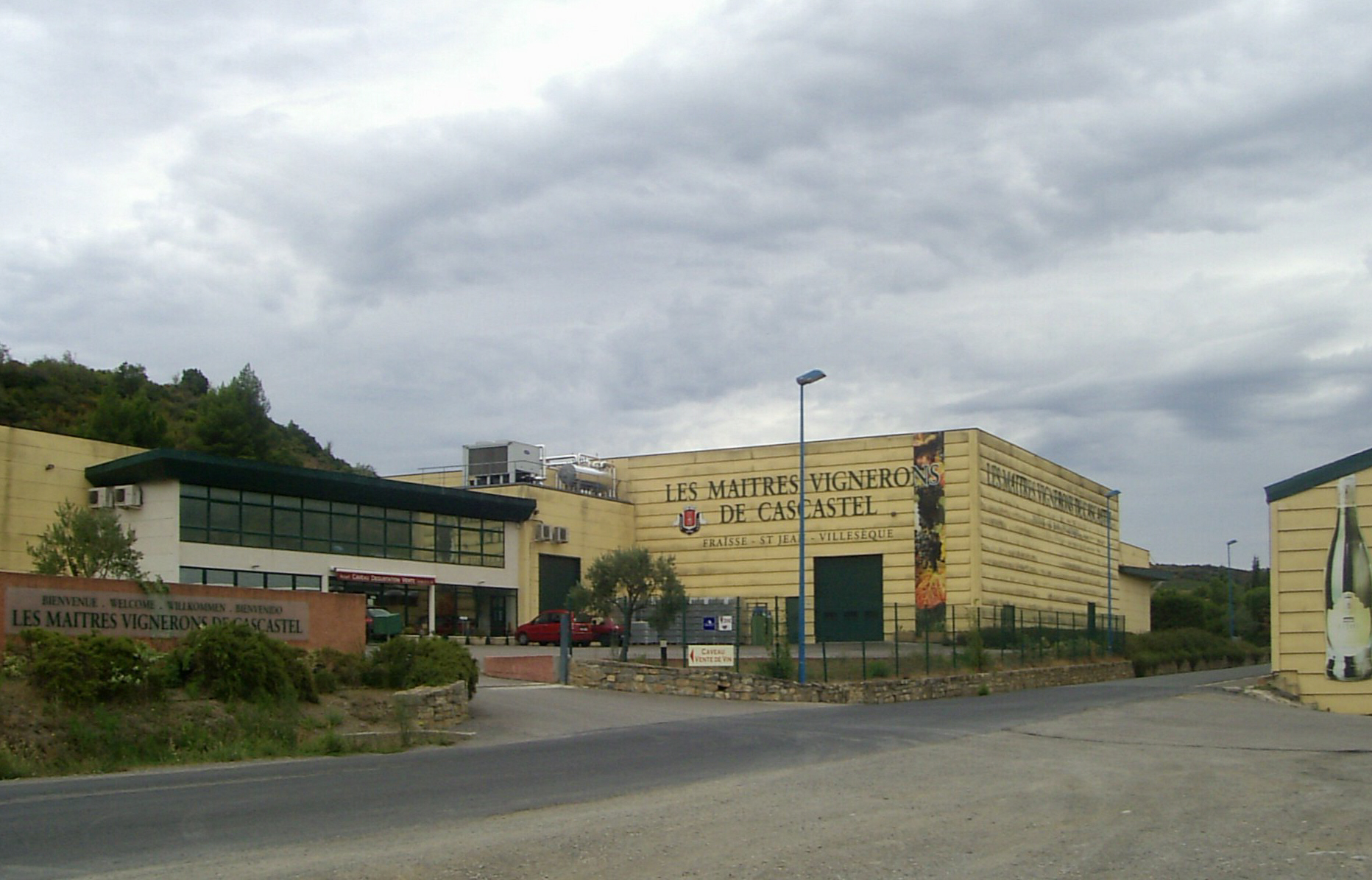
Cascastel-des-Corbières
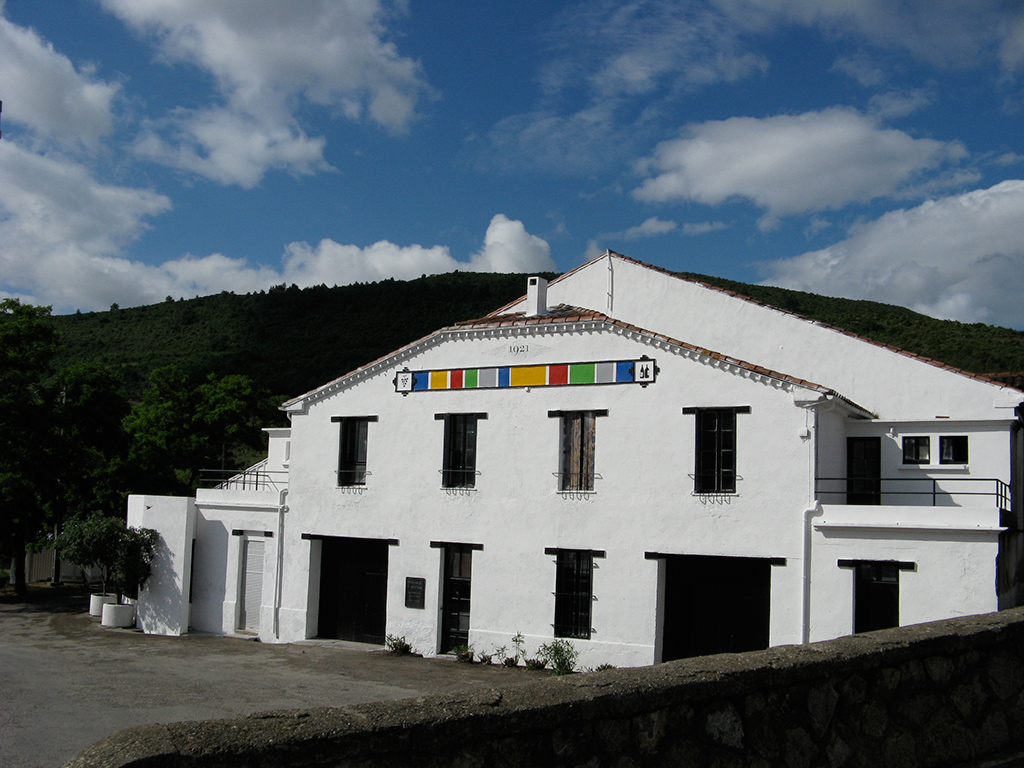
Castelmaure
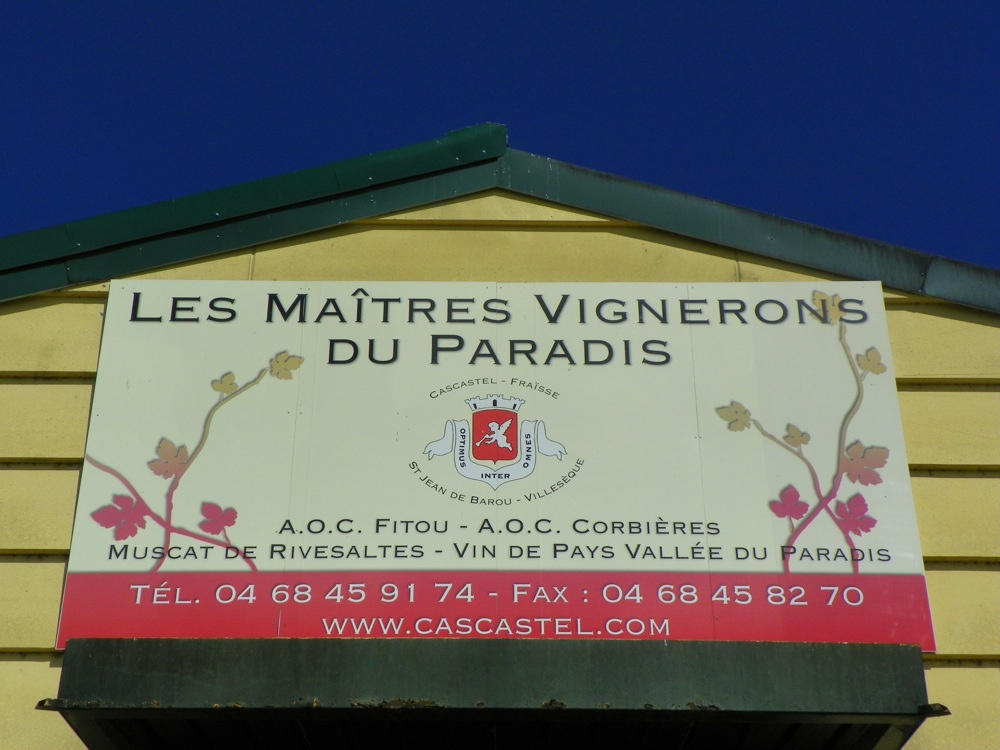
Vignerons du Paradis